# Rudolf Werner Kipp
Rudolf Werner Kipp (* 26. August 1919 in Eichwalde, Kreis Teltow; † 15. Januar 1990 in Hamburg) war ein deutscher Dokumentarfilmer, Kameramann, Autor und Produzent.

## Lehrjahre
Rudolf Werner Kipp war der Sohn eines Grafikers. Seine Filmbegeisterung begann bereits während seiner Zeit am Realgymnasium in Eichswalde. Zusammen mit seinem Freund Jan Thilo Haux (der später Chefkameramann des Norddeutschen Rundfunks wurde) erstand er Filmkamera und Vorführapparat, drehte kurze Filmsequenzen, schnitt und bearbeitete sie und organisierte Filmvorführungen in der Schule.
Nach dem Abitur in Berlin arbeitete er für einige Monate als kaufmännischer Volontär bei einer Firma für Chirurgische Instrumente und produzierte nebenher seinen ersten kleinen Film mit dem Titel Schönes Deutschland. Er bewarb sich damit bei der Tobis-Filmgesellschaft in Berlin und bekam 1939 eine Anstellung als Bildassistent-Anwärter. Er stieg auf zum Assistenten verschiedener Kameraleute, darunter Friedel Behn-Grund, Bruno Mondi und Fritz Arno Wagner. Nebenher besuchte er Kurse in Fotochemie und Fotooptik und nahm Unterricht an der Regie- und Schauspielschule Hans Schulze.

## Kriegsjahre
1940 wurde er zum Kriegsdienst eingezogen. 1941 meldete er sich freiwillig zur Propagandakompanie, um Filme drehen zu können. Zunächst wurde er als Schnittmeister eingesetzt, bald als Filmberichterstatter. Bis Kriegsende arbeitete er mit dem Fotografen Fritz Kempe (später Leiter der Staatlichen Landesbildstelle Hamburg) und dem Journalisten Martin S. Svoboda (später Leiter der Tagesschau in Hamburg) in einem Team zusammen. Während verschiedener Arbeitsurlaube und UK-Freistellungen konnte er zeitweise wieder für die Tobis tätig werden. Gemeinsam mit Jan Thilo Haux und Heinrich Klemme gründete er die Herstellungsgruppe Atlantis und drehte Beiträge vor allem für die UFA und die Deutsche Wochenschau.

## Wirken in der Nachkriegszeit
Nach seiner Entlassung aus kurzer britischer Kriegsgefangenschaft 1945 baute Kipp eine Filmbetreuung für junge Flüchtlinge auf, bekam erste Filmaufträge der Hamburger Kulturbehörde und produzierte Schulfunk-Hörspiele für den NWDR. Da Kipp kein Parteimitglied gewesen war, konnte er bald für die anglo-amerikanische Wochenschau Welt im Film arbeiten. 1947 erhielt er von der Britischen Militärregierung die damals erforderliche Lizenz als Kameramann und Produzent. Er gründete mit Heinrich Klemme und Günther Sawatzki 1948 in Hamburg die Atlantis-Herstellungsgruppe, die bald in Deutsche Dokumentarfilm GmbH umbenannt wurde und sich auf dokumentarische Kurzfilme spezialisierte.
Zu Kipps bekanntesten Arbeiten dieser Zeit gehörten die Titel  Lebensadern, Asylrecht und Die Bergung der New York. In: Asylrecht beobachtete Kipp Flüchtlinge aus der Ostzone bei ihrer Ankunft in den Westen, bei ihrer Registrierung und Untersuchung. Die meisten der Flüchtlinge wurden zurückgeschickt. Kipp gehört zu den ersten deutschen Filmemachern, die nach dem Krieg auf internationalen Festivals prämiert wurden. Nach der Währungsreform, die für ihn die finanzielle Rahmenbedingungen verschlechterte, musste seine Firma Ende 1950 Insolvenz anmelden. Rudolf W. Kipp bekam Aufträge von der Tagesschau und berichtete gemeinsam mit Jürgen Roland von den Olympischen Sommerspielen 1952 in Helsinki.

## Das Lebenswerk
1950 gründet Kipp die Rudolf W.Kipp-Filmproduktion (R.K.F.). Bis in die Achtzigerjahre produziert die Firma über hundert Kultur-, Werbe-, Industrie- und Unterrichtsfilme. Im Auftrag des Institut für Film und Bild und des Instituts für den wissenschaftlichen Film entstanden Bilddokumente zur Geschichte des Films und Die Entstehung der beiden deutschen Staaten. Zu den Auftraggebern der Firma gehörten weiter Anstalten des öffentlichen Rechts wie NWDR, WDR und ZDF und einzelne Unternehmen. Werbefilme für Unternehmen wie BP, Ruhrkohle, Sunil, Nivea und Kaba waren für die Finanzierung des Filmunternehmens wichtig.
In einem Filmbunker lagerte Kipp nicht nur eigene Werke, sondern auch eine Sammlung von seltenen Filmsequenzen
und Filmen von Kollegen, dazu Drehbücher, Fotos, Schriftwechsel. Sein Nachlass wird heute vom Kulturarchiv Hannover verwahrt. Einige Filme und Berichte Kipps, teils auf 35-mm-Film, können in der Landesbildstelle Hamburg eingesehen werden. Rudolf W. Kipp starb im Januar 1990 in Hamburg und wurde auf dem dortigen Friedhof Wohldorf beigesetzt.

## Auszeichnungen (Auswahl)
- 1949 Internationale Filmfestspiele von Venedig (IFF): Silbermedaille für Bergung der New York
- 1949 Biennale Venedig: Sonderauszeichnung für Asylrecht
- 1965 IFF der Ersten Weltausstellung des Verkehrs München: 1. Preis (besonderer filmische Leistung in der Gruppe Raumfahrt) für Vorstoß ins Unbekannte
- 1966 Deutsches Industriefilm-Forum Düsseldorf (DIF): Prädikat hervorragend für Vorstoß ins Unbekannte und Sommer am Südpol
- 1966 Internationale Industrie-Festspiele Rouen: Bronzemedaille für Vorstoß ins Unbekannte
- 1968 DIF München: Prädikat sehr gut für Werftprobefahrt
- 1969 Internationale Industriefilm-Festspiele Berlin: 1. Preis in der Kategorie B für: Der 7. Kontinent
- 1971 DIF Bonn: Prädikat gut für Vielen Dank und Gute Fahrt/Menschen an Tankstellen

## Publikationen
- Bildwirkung und Spannung im Amateurfilm. In: Filmwelt. Nr. 32 vom 11. August 1939.
- Ursachen und Wirkungen des Filmschnitts. In: Film Kurier. Nr. 271, 18. November 1941.
- Film ohne Bein und Busen / Zur Geschichte des Industriefilms. In: Film-Echo/Filmwoche 8. Mai 1970.
- S-O-S: Wie rette ich meine Filme? In: Schmalfilm und Video-Filmen. Nr. 9, September 1984, S. 379–381.
- Schwarzweißer geht es nicht: Schattenspiele. In: Schmalfilm. Die Zeitschrift für Filmamateure. Nr. 6, Juni 1985, S. 232 ff.